# اندرو پیکرینگ
اندرو پیکرینگ (به انگلیسی: Andrew Pickering) جامعه‌شناس، فیلسوف و مورخ علم از دانشگاه اکستر است. او تا سال ۲۰۰۷ استاد جامعه‌شناسی و مدیر بخش مطالعات علم و فناوری دانشگاه ایلینوی بوده‌است. او یک درجه دکترا رشته فیزیک از دانشگاه لندن و دکترای دیگر را در مطالعات علم از دانشگاه ادینبورگ اخذ کرده‌است. کتاب ساخت کوارک‌ها: تاریخچه جامعه شناسانه از فیزیک ذرات[a] یک اثر کلاسیک در حوزه جامعه‌شناسی علم به شمار می‌رود.

## سوابق حرفه‌ای

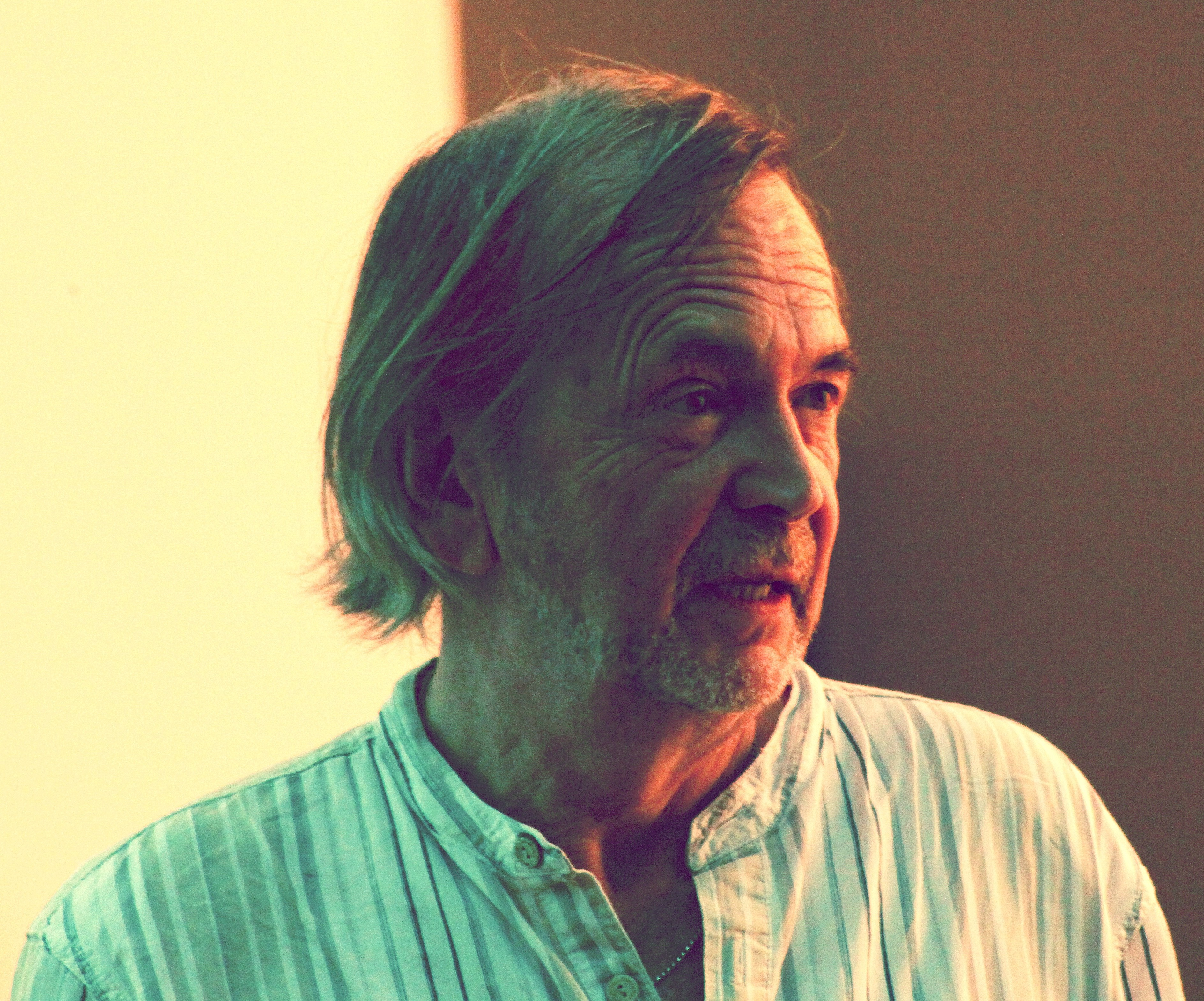
اندرو پیکرینگ در سال ۲۰۱۱

برای روشن ساختن برخی از عوامل جامعه شناسانه حاکم بر فیزیک ذرات پیکرینگ مقالاتی برای مجلات و کنفرانس‌ها به رشته تحریر درآورده است. طبق آرای پیکرینگ تئوری و آزمایش توأمان (در یک بسته واحد) به وجود می‌آیند و سنت‌های آزمون تنها از آن نوع داده‌هایی تولید می‌کنند که نظریه‌پردازی بیشتر را تقویت کنند، در حالی که سنت‌های نظری مشکلات جدید برای توسعه بیشتر خلق می‌کنند.
در نتیجه پیکرینگ دو چارچوب نظری در فیزیک ذرات توصیف می‌کند: 'فیزیک قدیمی' – که زمان مرگش " هنوز زنده بود" – در طول ۱۹۶۰ و اوایل دهه ۱۹۷۰ تحت سلطه فیزیک انرژی بالا بود و تمرکز خودش را بر 'مشترکات [فیزیک ذرات] پدیده'ها استوار ساخته بود. 'فیزیک جدید" به بسته(Package) نظریه و آزمایش متمرکز بر پدیده‌های نادر مانند جستجوی کوارک‌ها می‌پردازد. در حالی که هر کدام از این دو چارچوب نظری در مورد چارچوب دیگر چیز زیادی برای گفتن ندارند و " در جهان پدیدار شده توسط رقیب خود بی استفاده هستند", هر دو چارچوب در شرایط خاص خودشان رضایت بخش هستند. به رغم این، پیکرینگ همچنین یک فرایند "جادویی تغییر" را ترسیم می‌کند که در آن نظریه‌های جدید از نظریات قدیمی- به واسطه آنچه که او "بازیافت مقایسه‌ای" خوانده است- تولید می‌شوند. پیکرینگ اشاره کرد که همه اینها علامتی از یکی از انواع انقلاب‌های کوهنی (ساختار انقلاب‌های علمی) است.
او کتاب چلانگر کردار(mangle of practice): زمان، عاملیت و علم (University of Chicago Press, 1995) را به رشته تحریر درآورده است که در آن او یک مفهوم‌سازی ایفاگرانه از کردار علمی توسعه می‌دهد که بر عامل غیرانسانی متمرکز است و با قدرت به روند فرا انسان‌گرایانه در مطالعات علم و فناوری دامن می‌زند. تازه‌ترین کتاب او «مغز سایبرنتیک: طرحهایی از آیندههای دیگر» سایبرنتیک بریتانیا پس از جنگ جهانی دوم را واکاوی می‌کند. پیگرینگ سایبرنتیک را گونه‌ای از علوم کوچرو(Nomadic) در نظر می‌گیرد که به جای اینکه مانند بدیل‌های مدرن خود به دنبال تسلط بر واقعیت باشد (در نتیجه به تاسی از هایدگر منجر به فرایندهای پرده‌گشایی رهاشده از فناوری مدرن(enframing) می‌انجامد) به جای آن سایبرنتیک تئاتری هستی شناسانه بین انسان و غیر انسان تولید و برپا ساخته است. در این کتاب پیکرینگ پروژه‌های در همتنیده همچون فناوری، روانپزشکی، معنویت، آموزش و پرورش، و، البته علوم مغز را واکاوی می‌کند.

## منتخب آثار

### کتاب‌ها
- Pickering, Andrew (1995). The mangle of practice time, agency, and science. Chicago, Illinois: University of Chicago Press. ISBN 978-0-226-66803-1.
- Pickering, Andrew (1999). Constructing quarks: a sociological history of particle physics. Chicago, Illinois Chichester: University of Chicago Press Wiley. ISBN 978-0-226-66799-7.
- Pickering, Andrew; Guzik, Keith (2008). The mangle in practice: science, society and becoming. Durham, North Carolina: Duke University Press. ISBN 978-0-8223-9010-7.
- Pickering, Andrew (2010). The cybernetic brain sketches of another future. Chicago, Illinois: University of Chicago Press. ISBN 978-0-226-66789-8.

### فصل‌هایی از کتاب‌ها
- Pickering, Andrew (1982), "Interests and analogies",  in Barnes, Barry; Edge, David O. (eds.), Science in context: readings in the sociology of science, Cambridge, Massachusetts: انتشارات ام‌آی‌تی, pp. 125–146, ISBN 978-0-262-52076-8
- Pickering, Andrew (1982), "Elementary particles: discovered or constructed?",  in Trower, W. Peter; Bellini, Gianpaolo (eds.), Physics in collision: high-energy ee/ep/pp interactions, volume 1, New York, New York: Plenum Press, pp. 439–448, ISBN 978-0-306-40996-7
- Pickering, Andrew (1992), "From science as knowledge to science as practice",  in Pickering, Andrew (ed.), Science as practice and culture, Chicago, Illinois: University of Chicago Press, pp. 1–28, ISBN 978-0-226-66801-7
- Pickering, Andrew; Stephanides, Adam (1992), "Constructing quaternions: on the analysis of conceptual practice",  in Pickering, Andrew (ed.), Science as practice and culture, Chicago, Illinois: University of Chicago Press, pp. 139–167, ISBN 978-0-226-66801-7
- Pickering, Andrew (2004), "The science of the unknowable: Stafford Beer's cybernetic informatics",  in Rayward, W. Boyd; Bowden, Mary Ellen (eds.), The history and heritage of scientific and technological information systems, Medford, New Jersey: Information Today, Inc., pp. 29–38, ISBN 978-1-57387-229-4

### مقالات در مجلات
- Pickering, Andy (November 1980). "Exemplars and analogies: a comment on Crane's study of kuhnian paradigms in high-energy physics". Social Studies of Science. Sage. 10 (4): 497–502. doi:10.1177/030631278001000404.
- Pickering, Andy (November 1980). "Reply to Crane". Social Studies of Science. Sage. 10 (4): 507–508. doi:10.1177/030631278001000406.
- Pickering, Andrew (June 1981). "The hunting of the quark". Isis. University of Chicago Press. 72 (2): 216–236. doi:10.1086/352719. JSTOR 230970.
- Pickering, Andy (November 1990). "Knowledge, practice and mere construction". Social Studies of Science. Sage. 20 (4): 683–729. doi:10.1177/030631290020004006.

## یادداشت
a. ^  برای بررسی انتقادی از این کتاب ریچارد دالیتز (۱۹۸۵) را ببینید.